# هويجنز (مسبار فضائي)
هويجنز (بالإنجليزية: Huygens) كان مسبار دخول غلاف جوي الذي هبط بنجاح على قمر زحل تيتان في سنة 2005. تم تصنيعه وتشغيله من قِبل وكالة الفضاء الأوروبية (ESA)، كان جزءًا من مهمة كاسيني-هويجنز (Cassini–Huygens) والتي أصبحت أول رحلة فضائية تهبط على تيتان وأبعد هبوط عن الأرض بواسطة مسبار فضائي على الإطلاق. تم إطلاق اسم الفلكي الهولندي كريستيان هويجنز من القرن السابع عشر عليه، الذي اكتشف تيتان في 1655.
تم الإطلاق المشترك للمسبارين كاسيني-هويجنز من الأرض في 15 أكتوبر 1997. انفصل هويجنز عن مدار كاسيني في 25 ديسمبر 2004، وهبط على تيتان في 14 يناير 2005 بالقرب من منطقة زانادو. وكان هذا هو أول هبوط وحتى الآن هو الهبوط الوحيد الذي أُنجز في النظام الشمسي الخارجي. وقد هبط على اليابسة أو الجليد على الرغم من أن احتمالية هبوطه على بحيرة أُخذت أيضًا في الحسبان في تصميمه. وقد صُمم المسبار لجمع البيانات لعدة ساعات في الغلاف الجوي أثناء الهبوط ؛ وربما لوقت قصير على السطح نظرا للانخفاض الكبير لدرجة الحرارة فوق سطح تيتان . وقد واصل إرسال البيانات لمدة 90 دقيقة بعد أن لمس اليابسة أو الجليد. ويعتبر هذا الهبوط هو أعقد هبوط على سطح كوكب بعيد ولا يزال الهبوط الأكثر بُعدًا لأي آلة صنعها الإنسان.

## نظرة عامة
صُمم مسبار هويجنز للدخول وكبح سرعته في الغلاف الجوي لتيتان ليهبط على السطح باستخدام مظلة مع مختبره العلمي المُجهز بالكامل. عندما خُطط للمهمة، لم يكن من المؤكد بعد ما إذا كان موقع الهبوط سلسلةً جبلية أو سهلًا مسطحًا أو محيطًا أو شيءً آخر، وكان يُعتقد أن تحليل بيانات كاسيني سيساعد في الإجابة على هذه الأسئلة.
استنادًا على الصور التي التقطتها كاسيني من على ارتفاع 1200 كيلومتر (750 ميل) فوق تيتان، بدا أن موقع الهبوط هو خط ساحلي. على افتراض أن موقع الهبوط قد يكون غير صلب، فقد صُمم مسبار هويجنز لتحمل قوة التصادم بسطح سائل على تيتان، ولإرسال بيانات إلى الأرض لعدة دقائق في ظل هذه الظروف. لو حدث ذلك، لكانت تلك أول مرة يهبط فيها مسبار من صنع الإنسان على سطح محيط خارج كوكب الأرض. صُممت البطاريات لتزويد المسبار بالطاقة لثلاث ساعات على الأكثر، وكان من المخطط استنفاذ معظم تلك الطاقة أثناء الهبوط. توقع المهندسون الحصول على 30 دقيقة فقط من البيانات على الأكثر بعد الهبوط على السطح.
يتكون مسبار هويجنز من المسبار نفسه الذي تبلغ كتلته 318 كيلوجرام (701 باوند)، والذي هبط على تيتان، ومعدات دعم المسبار (بّي إس إي)، والتي ظلت متصلةً بالمركبة الفضائية المدارية. كان قطر الدرع الحراري للمسبار 2.7 متر (8.9 قدم). بعد انفصال الدرع، أصبح قطر المسبار 1.3 متر (4.3 قدم). تضمنت بّي إس إي الأجهزة الإلكترونية اللازمة لتتبع المسبار، ولاستقبال البيانات التي جُمعت أثناء هبوطه، ومعالجة البيانات وإرسالها إلى المركبة المدارية، حيث أُرسِلت إلى الأرض.
ظلّ المسبار في سبات عميق طوال الرحلة بين الكوكبية التي استمرت لـ 6.7 سنة، باستثناء الفحوصات التقنية نصف السنوية. درست هذه الفحوصات سيناريوات الهبوط المبرمجة مسبقًا بأفضل دقة ممكنة، وأُرسِلت النتائج إلى الأرض لفحصها بواسطة خبراء النظام والحمولة.
قبل انفصال المسبار عن المركبة المدارية في 25 ديسمبر 2004، أجري فحص نهائي للمسبار. بدأ مؤقت «عملية الانسياب» لتحديد الوقت اللازم لتشغيل أنظمة المسبار (قبل 15 دقيقة من الدخول في الغلاف الجوي لتيتان)، ثم انفصل المسبار عن المركبة المدارية وانساب في الفضاء بشكل الحر نحو تيتان لـ 22 يومًا دون تنشيط أي أنظمة باستثناء مؤقت الاستيقاظ.
كانت مرحلة المهمة الرئيسية هي الهبوط بالمظلة عبر الغلاف الجوي لتيتان. صُممت البطاريات والموارد الأخرى لتستمر المهمة لـ 153 دقيقة، وهو ما يشمل فترة النزول القصوى البالغة 2.5 ساعة مع 3 دقائق إضافية على الأقل (وربما نصف ساعة أو أكثر) على سطح تيتان. نُشط جهاز الإرسال الراديوي الخاص بالمسبار في وقت مبكر من مرحلة النزول، و«استمعت» المركبة المدارية إلى المسبار خلال الساعات الثلاثة التالية، بما في ذلك مرحلة النزول، وأول ثلاثين دقيقة بعد الهبوط. بعد وقت ليس بطويل على نهاية فترة الاتصال ذات الثلاث ساعات، وُجّه هوائي كاسيني عالي الكسب (إتش جي إيه) نحو الأرض بدلًا من تيتان.
كانت التلسكوبات الراديوية الكبيرة جدًا على الأرض تستمع أيضًا إلى إشارات هويجنز (التي تساوي قدرتها 10 واط) باستخدام تقنية قياس التداخل مديد القاعدة ووضع التركيب التصويري. في الساعة 11:25 بتوقيت وسط أوروبا يوم 14 يناير، رصد تلسكوب روبرت سي. بيرد جرين بانك (جي بي تي) في ويست فيرجينيا إشارة هويجنز. استمر جي بي تي في رصد الإشارة بعد وقت طويل نسبيًا من توقف كاسيني عن الاستماع إلى تدفق البيانات الواردة. بالإضافة إلى جي بي تي، استمعت ثماني تلسكوبات لإشارة هوجينز من أصل التلسكوبات العشرة الخاصة بالمصفوفة مديدة القاعدة (في إل بي إيه) الموزعة على طول أمريكا الشمالية، الواقعة في باي تاون ولوس ألاموس، نيو مكسيكو؛ وفورت ديفيس، تكساس؛ ونورث ليبرتي، آيوا؛ وكيت بيك، أريزونا؛ وبروستر، واشنطن؛ ووادي أوينز، كاليفورنيا؛ ومونا كيا، هاواي.
كانت قوة الإشارة التي استُقبلت على الأرض من هويجنز مماثلة لتلك الخاصة بمسبار جاليليو (مسبار النزول في غلاف المشتري الجوي) عند استقبالها بواسطة في إل إيه، وبالتالي كانت ضعيفة جدًا لدرجة لم تسمح بكشفها في الوقت الفعلي بسبب تعديل الإشارة نتيجة القياس غير المعروف آنذاك. بدلًا من ذلك، أُجريت تسجيلات واسعة النطاق لإشارة المسبار طوال فترة النزول التي استمرت لثلاث ساعات. بعد الانتهاء من نقل بيانات المسبار من كاسيني إلى الأرض، أزيل تعديل البيانات المعروف الآن من الإشارة المسجلة، تاركًا ناقلًا بحتًا يمكن دمجه على مدى عدة ثوان لتحديد تردد المسبار. كان من المتوقع تحديد سرعة رياح تيتان واتجاهها بدرجة معينة من الدقة من خلال تحليل تأثير دوبلر على إشارة هويجنز أثناء نزوله عبر الغلاف الجوي. حُدد موقع هبوط هويجنز على تيتان بدقة (بحدود كيلومتر واحد – يعادل كيلومتر واحد على تيتان 1.3 دقيقة قوسية من خطوط العرض والطول عند خط الاستواء) باستخدام بيانات دوبلر من على بعد نحو 1.2 مليار كيلومتر من الأرض. هبط المسبار على سطح تيتان عند 10.573 درجة جنوبًا و192.335 درجة غربًا. استُخدمت تقنية مماثلة لتحديد موقع هبوط مركبات استكشاف المريخ المتجولة من خلال الاستماع لبيانات القياس عن بعد فقط.

## النتائج العلمية
هبطت هويجنز في نحو الساعة 12:43 بالتوقيت العالمي المنسق في 14 يناير 2005 بسرعة تصادم مماثلة لسرعة سقوط كرة على الأرض من ارتفاع نحو متر (3 قدم). لقد أحدث التصادم انبعاجًا بعمق 12 سم (4.7 بوصات)، قبل أن يرتد المسبار ليستقر على سطح مستوٍ، وينزلق مسافةً تتراوح بين 30 و40 سنتيمتر (بين 12 و16 بوصة) على السطح. تباطأ المسبار بسبب الاحتكاك مع السطح، وعند وصوله إلى مثواه الأخير، تمايل ذهابًا وإيابًا خمس مرات. كان مدى كل تمايل نصف مدى التمايل السابق له. استمرت مستشعرات هويجنز في اكتشاف الاهتزازات الصغيرة لمدة ثانيتين أخريين، حتى هدأت الحركة بعد نحو عشر ثوانٍ من الهبوط. بعثر المسبار سحابة من الغبار (على الأرجح هباء جوي عضوي تساقط من الغلاف الجوي) ظلّ معلقًا في الغلاف الجوي لمدة أربع ثوانٍ.
في موقع الهبوط، كان هناك مؤشرات على وجود حصى من جليد الماء متناثرةً على سطح برتقالي اللون، معظمها مغطى بضباب خفيف من غاز الميثان. كان تصوير هويجنز الجوي الأولي لتيتان متسقًا مع وجود كميات كبيرة من السوائل على السطح. أظهرت الصور الأولية لتيتان قبل الهبوط ما يبدو أنه قنوات تصريف كبيرة تعبر الأراضي فاتحة اللون نحو بحر داكن. اقترحت بعض الصور وجود جزر وساحل مُغطى بالضباب. أشار التحليل اللاحق لمسار المسبار أنه هبط في الواقع داخل منطقة «البحر» الداكن في الصور. أشارت الصور المأخوذة من السطح الذي يشبه قاع بحيرة جافة إلى عدم وجود بحيرات و/أو بحار هيدروكربونية في موقع هبوط هويجنز في ذلك الوقت، على الرغم من الأدلة على وجود مواد سائلة على السطح مؤخرًا. مع ذلك، أكدت بيانات إضافية من مهمة كاسيني وجود بحيرات هيدروكربونية سائلة دائمة في المناطق القطبية لتيتان. بالإضافة لذلك، اكتُشفت بحيرات هيدروكربونية استوائية قديمة في عام 2012 (بما في ذلك بحيرة ليست بعيدة عن موقع هبوط هويجنز في منطقة شانغريلا التي تبلغ مساحتها نحو نصف مساحة البحيرة المالحة الكبرى في ولاية يوتا، بعمق متر واحد على الأقل (3 أقدام)). من المحتمل أن يكون المصدر المُرجح للبحيرات في المناطق الصحراوية الجافة هو طبقات المياه الجوفية؛ بعبارة أخرى، تحتوي المناطق الاستوائية القاحلة في تيتان على «واحات».
أظهرت البيانات في البداية أن السطح مكون من «مادة شبيهة بالطين وقد يمتلك قشرة رقيقة تليها منطقة ذات تناسق نسبي منتظم.» قارن أحد علماء وكالة الفضاء الأوروبية (إيسا) بنية ولون سطح تيتان بكريم بروليه (أي أنه سطح صلب يغطي طبقة طينية لزجة). يشير التحليل اللاحق للبيانات إلى أن قراءات تناسق السطح نجمت على الأرجح عن دفع هويجنز لحصى كبيرة  داخل السطح أثناء الهبوط، ومن الأفضل وصف السطح بأنه «رملي» مكون من حبيبات جليدية أو ثلج مُجمدة أعلى السطح. تظهر الصور التي التُقطت بعد هبوط المسبار سهلًا مسطحًا مغطى بالحصى. تتمتع الحصى، التي قد تكون مكونة من جليد مائي مغطى بالهيدروكربونات، بشكل مستدير إلى حد ما، ما قد يشير إلى تأثير السوائل عليها. يبدو أن الصخور مستديرة ومُوزعة حسب الحجم في طبقات كما لو كانت موجودةً في قاع مجرى بحيرة داكن، والذي يتكون من حبيبات دقيقة. لم تُرصد أي حصى أكبر من 15 سنتيمتر (5.9 بوصة)، في حين كانت الصخور الأصغر من 5 سنتيمتر (2.0 بوصة) نادرةً في موقع هبوط هويجنز. هذا يعني عدم إمكانية نقل الحصى الكبيرة إلى قاع البحيرة، بينما يجري إزالة الصخور الصغيرة بسرعة من السطح.
كانت درجة الحرارة في موقع الهبوط 93.8 كلفن (179.3 درجة مئوية تحت الصفر؛ 290.8 درجة فهرنهايت تحت الصفر) والضغط 1467.6 ملي بار (1.4484 ضعف ضغط الأرض الجوي)، ما يعني وفرة الميثان بنسبة 1± 5% ورطوبة نسبية من الميثان تساوي 50% بالقرب من السطح. لذلك، من غير المحتمل تشكل ضباب سطحي بفعل غاز الميثان في المنطقة المجاورة لموقع الهبوط. أشارت موازين الحرارة إلى انبعاث الحرارة من هويجنز بسرعة كبيرة ما يعني أن السطح رطب، وتُظهر إحدى الصور الضوء المنعكس عن قطرة ندى أثناء سقوطها داخل مجال رؤية الكاميرا. على تيتان، يسمح ضوء الشمس الخافت بتبخر نحو سنتيمتر واحد فقط سنويًا (مقابل متر واحد من الماء على الأرض)، لكن الغلاف الجوي يمكن أن يحمل ما يعادل 10 أمتار (30 قدمًا) تقريبًا من السوائل قبل أن يهطل المطر مقابل سنتيمترات قليلة على الأرض. لذلك من المتوقع أن طقس تيتان يتسم بأمطار غزيرة تتسبب في فيضانات سريعة تتخللها عقود أو قرون من الجفاف.
اكتشف مسبار هويجنز أن سطوع سطح تيتان (وقت هبوطه) أضعف بنحو ألف مرة من السطوع الشمسي الكامل على الأرض (أو أسطع بنحو 500 مرة من سطوع القمر المكتمل) - أي بنفس مستوى سطوع الشمس على الأرض بعد عشر دقائق تقريبًا من غروب الشمس، في وقت متأخر تقريبًا من الشفق المدني. لون السماء والمناظر الطبيعية على تيتان برتقالية بشكل أساسي بسبب التوهين الكبير للضوء الأزرق بالنسبة للضوء الأحمر نتيجة ضباب تيتان. تكون الشمس (التي كانت مرتفعةً نسبيًا في السماء عندما هبط هويجنز) مرئيةً على شكل بقعة صغيرة مضيئة، بعُشر مساحة القرص الشمسي المرئي من الأرض، وتعادل مساحتها وسطوعها مساحة وسطوع مصباح السيارة الأمامي من على بعد 150 متر (500 قدم) تقريبًا. تلقي أشعة الشمس ظلالًا حادة، ولكن بتباين منخفض إذ تأتي 90% من الإضاءة من السماء.

## الأدوات العلمية
امتلك مسبار هويجنز ستة أدوات جمعت مجموعةً واسعة من البيانات العلمية أثناء هبوط المسبار عبر الغلاف الجوي لتيتان.

### أداة هويجنز لبنية الغلاف الجوي (هاسي)
تحتوي هذه الأداة على مجموعة من أجهزة الاستشعار التي قاست الخصائص الفيزيائية والكهربائية للغلاف الجوي لتيتان. قامت مقاييس التسارع بقياس القوى في جميع المحاور الثلاثة أثناء نزول المسبار عبر الغلاف الجوي. مع معرفة الخصائص الديناميكية الهوائية للمسبار بالفعل، كان من الممكن تحديد كثافة غلاف تيتان الجوي ورصد هبوب الرياح. صُمم المسبار ليتمكن من قياس حركته الناتجة عن الأمواج في حالة هبوطه على سطح سائل. قاست مستشعرات الحرارة والضغط الخصائص الحرارية للغلاف الجوي. قاس محلل الموجات الكهرومغناطيسية والسماحية الكهربائية الموصلية الكهربائية للإلكترونات والأيونات (أي الجسيمات موجبة الشحنة) في الغلاف الجوي وبحث عن نشاط الموجات الكهرومغناطيسية. على سطح تيتان، جرى قياس الموصلية الكهربائية والسماحية (أي نسبة مجال الإزاحة الكهربائية إلى المجال الكهربائي) لمادة السطح. يحتوي نظام هاسي الفرعي أيضًا على ميكروفون، والذي استُخدم لتسجيل أي أحداث صوتية أثناء نزول المسبار وهبوطه؛ كانت هذه أول مرة في التاريخ تُسجل فيها أصوات مسموعة من جرم كوكبي آخر.

### تجربة رياح دوبلر (دي دبليو إي)
استخدمت هذه التجربة مذبذبًا فائق الاستقرار يوفر ترددًا حاملًا دقيقًا في نطاق إس والذي سمح لمركبة كاسيني المدارية بتحديد السرعة الشعاعية لهويجنز بالنسبة لكاسيني عن طريق تأثير دوبلر. باستخدام قياسات دوبلر، جرى حساب الحركة الأفقية التي سببتها الرياح، بعد تضمين التصحيحات اللازمة لتأثيرات المدار والانتشار المعروفة. ربما رُصد أيضًا تأرجح المسبار تحت مظلته نتيجة خصائص الغلاف الجوي. فُقدت هذه البيانات بسبب فشل أجهزة التحكم الأرضية في تشغيل جهاز الاستقبال الخاص بمركبة كاسيني المدارية. تمكنت التلسكوبات الراديوية الأرضية من إعادة بناء بعض البيانات. بدأت القياسات على ارتفاع 150 كيلومتر (93 ميل) فوق سطح تيتان، حيث حملت الراح هويجنز شرقًا بسرعة تزيد عن 400 كيلومتر/ساعة (250 ميل/ساعة)، وهو ما يتوافق مع القياسات السابقة للرياح من على ارتفاع 200 كيلومتر (120 ميل)، التي أُجريت على مدى السنوات القليلة الماضية باستخدام التلسكوبات. على ارتفاع يتراوح بين 60 و80 كيلومتر (37 و50 ميل)، تعرض مسبار هويجنر لرياح متقلبة بسرعة، والتي يُعتقد أنها رياح عمودية. على السطح، تُظهر قياسات دوبلر وقياسات في إل بي آي وجود رياح خفيفة تبلغ سرعتها بضعة أمتار في الثانية، وهو ما يتماشى تقريبًا مع التوقعات.

## وصلات خارجية
- Amateur compositions of images, preceding NASA and ESA releases
- European Space Agency Cassini-Huygens website, including videos of the descent
- ESA Huygens scientific information
- Interactive Flash-Animation of Cassini orbits through 2008
- Latest News on the Huygens Probe
- NASA's Cassini–Huygens page
- New Scientist — "Cassini-Huygens: Mission to Saturn"
- Planetary Society's Saturn coverage
- Surface Mosaics and extensive Image Processing by an Amateur
- "The Huygens Probe: Science, Payload and Mission Overview"
- Exploratorium webcasts about Saturn and Titan
- ESA Bulletine on Huygens
- Engineering the parachute and computer systems on the Huygens probe
- NASA – Huygens Probe Lands on Saturn's Moon, Titan (on line www.youtube.com) a video clip reconstituted from images taken by the probe during its descent (comment : Huygens is not a ناسا programme, but وكالة الفضاء الأوروبية). (Broken Link: This video contains content from BBC Worldwide, who has blocked it on copyright grounds.)